# Magnistipula cupheiflora
Magnistipula cupheiflora là một loài thực vật có hoa trong họ Cám. Loài này được Mildbr. mô tả khoa học đầu tiên năm 1921.